# Adam Manyé i Sardà
Adam Manyé i Sardà (el Morell, 1967) és un professor i poeta català. Està establert a Cambrils.
El 1991 es va treure les oposicions per treballar com a tècnic de normalització lingüística al Consorci per a la Normalització Lingüística a Tarragona. Des del 1997 fou professor d'ensenyament secundari. Esdevingué director de l'institut La Mar de la Frau de cambrils el 2006. Un any més tard, el 2007, va ser nomenat director dels Serveis Territorials de Cultura a Tarragona per rellevar Teresa Felip. El 2009 va assumir la presidència regional d'ERC al Camp de Tarragona amb l'objectiu de "garantir l'estabilitat interna" del partit després de la dimissió d'Albert Pereira.

## Obres
- Entre malucs (1989)
- L'N-340 (1994, premi Ausiàs Marc de Gandia 1993)[2]
- Finta (2003, Miquel de Palol 2002)
- Requiem + clus (2005)
- Garites deshabitades (1997, Premi Pin i Soler de narrativa).[1]
- El baobab, la fulla de roure i la lluna de coure (llibre CD)[2]